# 空对空导弹

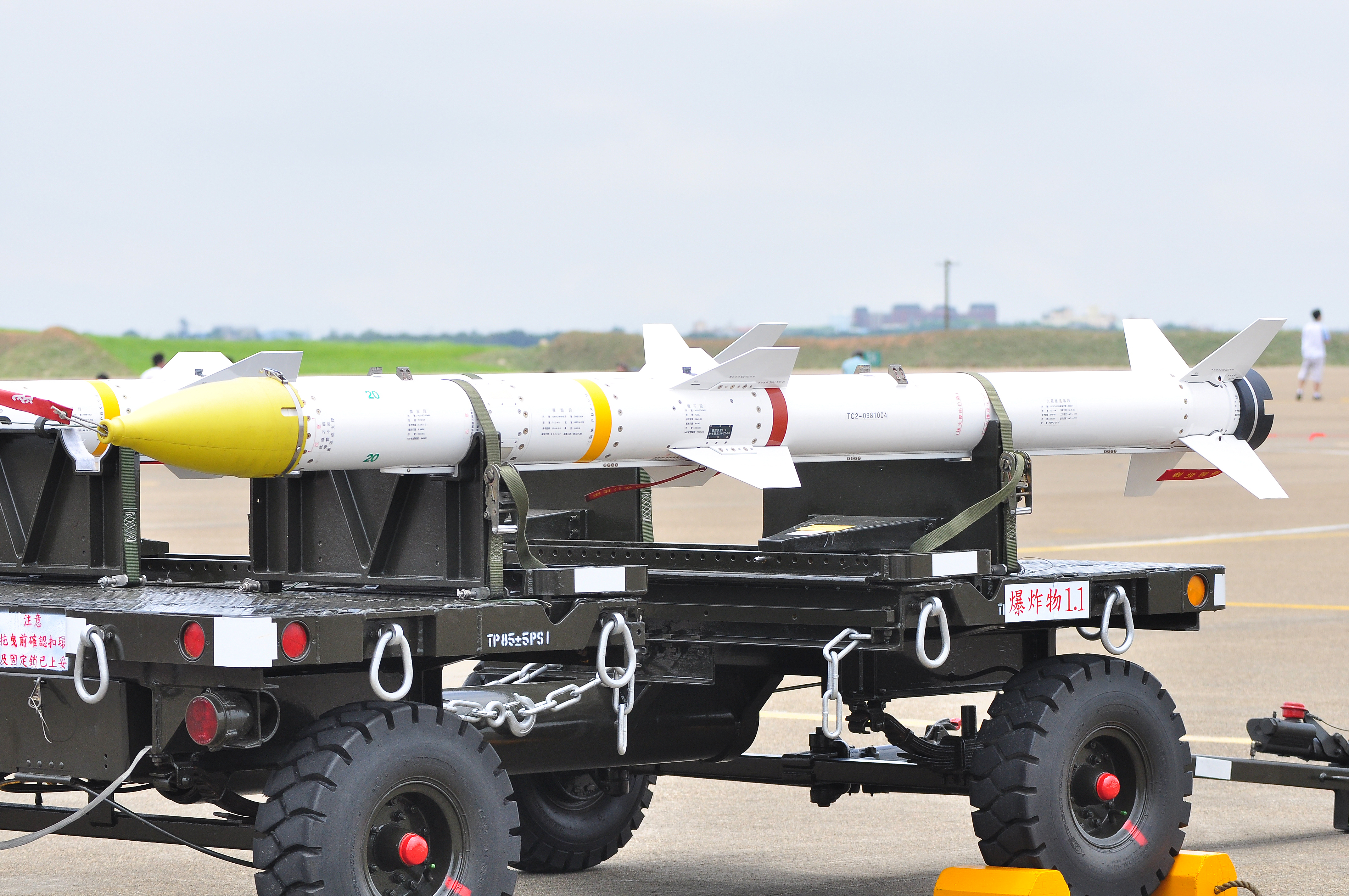
中華民國天劍二型飛彈

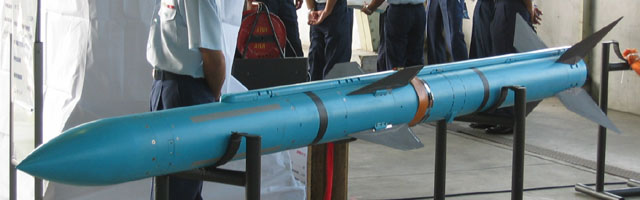
日本99式中程空對空飛彈

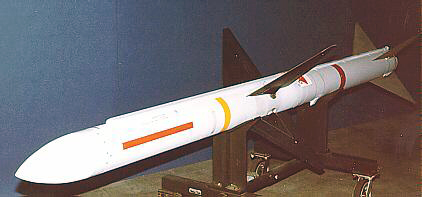
美國AIM-7麻雀空對空飛彈

空對空飛彈泛指所有裝置在空中飛行的載具上面，攻擊其他的空中目標的飛彈。
最早的空對空飛彈是由德國在二戰末期研發出來的 Henschel Hs 117 Schmetterling，用以對付盟軍的轟炸機群，企圖重新奪取制空權，但未及投入實戰。二次大戰之後，空對空飛彈的研發也在各國逐漸發酵，當時研發的主要目的都是要對付攜帶原子彈的戰略轟炸機。

## 空對空飛彈的區分
空對空飛彈的分類方式有很多種：

### 射程
以射程的長短加以區分為短程，中程與長程飛彈，然而在射程的定義上並不嚴謹。一般說來，射程在20公里以下的算是短程（重量約在100公斤以下），介於20公里到100公里的算是中程，以上的是長程，各家的說法不一，沒有統一的定義。
首先因為大氣對紅外線的吸收較無綫電波明顯，所以理論上只要是由雷達經電波引導，便可以射到很遠的距離。
但廠方公佈的射程不一定能在實戰中發揮的，反過來說也有人為免被懷疑實用性只公佈一個較保守的數值，實戰中除了導彈本身的理論射程外（由彈體大小燃料多少所限制），需要考慮實際很多的。
盡管早在廿世紀五十年代便有試射成功，理論射程百多公里試驗品，如美國的AIM-47 隼式空對空導彈，實際量產型即AIM-54鳳凰導彈是約二十年後才服役。
最重要是載機和敵人所在的高度和飛行方向和速度，其次是載機（或僚機與預警機）的引導能力，和導彈對被引導能力是否達到導彈理論射程。和對於攻擊隱形戰機的實際射程從未被實戰中檢證過，同時有疑問對於地面雷達站或海上軍艦是否適用於該任務，因為比預警飛機來說是較有被反輻射導彈攻擊的風險，仍然未被公開使用過地或海面雷達引導空對空導彈。
而對於能夠飛得很快的敵機需要的特殊飛行包線，有別於打一般的亞音速飛機而需要縮短實際射程。反之現代戰爭因為電子作戰關係，即使是較老舊的輕型戰鬥機，也能透過空中預警機提供的数据链路，攻擊在本機並不能直接發現的目標所在。
而現時透過優化航線減低燃料消耗和集成電路的發展減輕電子零件的死重增加燃料等手段，使本來設計射程只是中等尺寸重量的彈型仍然可以擊中較遠的敵機。
而刻意設計成遠程會做得很大和重，較小的戰鬥機很難使用，當時未有能由其他飛機協助引導該彈的技術，即使重型戰鬥機仍然不能夠多載還要減少燃料。所以冷戰結束後曾經冷落了專門開發的長程空對空導彈。
而代以改良中程空對空導彈的實際射程的上限(如美國AIM-120的c或d型的射程超過早期型一倍以上)，而對於較遲開發這一領域的國家的雷達引導空對空導彈，仍然是在中程的普通大小的彈體預藏了改良的潛力，如中國的PL-15或印度的阿斯特拉 (導彈)。
但是因為使用省油的航線其實不能用最快速度衝向敵機，如果在先被敵人發覺本機發射在原則上較易逃脫，所以便有所謂不可逃逸距離，即近到指定距離才發射便很有把握命中。
到晚2010年代才有新一代專用的長程空對空導彈（超過400公斤）服役，理論射程可望達三百公里或以上。但因為這類超長程空對空導彈超出限制彈道導彈擴散條約規定，所以原則上難以外銷與長期被保持神秘性。而各國也可能只公佈一個距離雖然較短，但實際反而較有把握命中的射程。

### 導引訊號
空對空飛彈的導引訊號有兩大類，分別是紅外線與無線電，現在無線電訊號在空對空飛彈上面所指是由雷達所發射出來的導引訊號，但空對空導彈發展初期曾經有（飛行員控制稱為乘波束引導）無線電遙控導引，現在基本上已被淘汰。

### 導引方式
第二次世界大戰末期的導引構想包括無線電遙控與有線導引，然而這兩種方式在面對護航戰鬥機的壓迫下，即使是對付運動力不佳的轟炸機也相當困難。二戰之後則有雷達乘波導引受到短暫的使用，包括蘇聯的AA-1飛彈。乘波導引在面對遠距離目標上有摽定不夠精確和訊號衰減的問題，對付高運動性目標上要遲鎖定非常困難，因此很快的退出空對空飛彈的領域。
目前空對空飛彈的導引方式分為三大類：主動雷達導引，半主動雷達導引，以及被動導引，其中被動導引又分成被動雷達導引和紅外線導引兩種。

## 空對空飛彈的基本架構
空對空飛彈基本上都有下面的數個部分：

### 導引部分
除了採用乘波導引以外的空對空飛彈，都需要接收來自於目標的訊號，譬如說半主動導引接收反射自目標的雷達訊號，紅外線導引接收自目標發射的紅外線訊號，為了取得最佳的接收效果，付負責接收訊號的導引部分都集中在飛彈的前端。

### 彈頭部份
彈頭是實際上對目標產生主要殺傷力的部分。除了早期少數的特例以外，目前服役中的空對空飛彈都是採用傳統炸藥，由於空對空飛彈的重量限制較為嚴格，彈頭重量較低，在設計上多配合可以產生高速物體的結構或者是附加物，增加在爆炸時利用這些物體產生的破片對目標的摧毀能力。

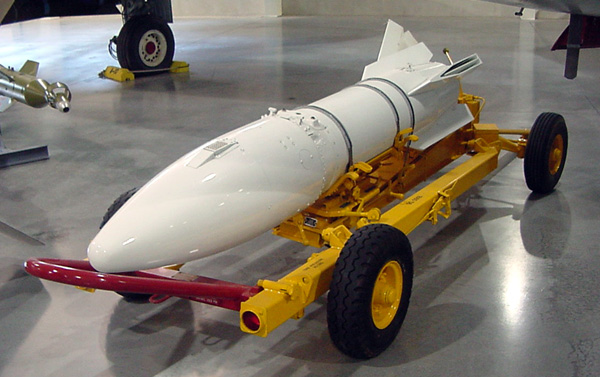
美國早期使用核子彈頭的空對空火箭AIR-2A

較為常見的彈頭設計包括使用連續桿或者是鋼珠的搭配。連續桿類似活頁門或是扇子，彈頭引爆的時候會張開，以高速撞擊目標達到殺傷的效果。
引爆彈頭的引信是不可或缺的重要角色，因為引信必須要恰當的時間啟動，過早會降低能量與破片的傳遞，讓目標得以逃過被擊落的下場，過晚可能錯過目標而無法達到效果。現役飛彈多具備接觸與近發兩種引信。前者在與物體碰撞下才會啟動彈頭的炸藥，後者則是藉由發射的訊號來判斷目前飛彈與目標之間的距離，然後在預設的距離和角度以內引爆。美國的AIM-4飛彈曾經因為只有接觸引信而飽受批評。
近發引信採用的訊號包括紅外線、雷射與無線電。目前的發展趨勢除了強調引信的可靠度之外，還加入判斷目標與飛彈相對位置的能力，在引爆的階段集中能量與破片在目標的方向上，進一步強化彈頭的效果。

## 空對空飛彈列表

### 美國
- AIM-4飛彈／AIM-26A
- AIM-7
- AIM-9
- AIM-54
- AIM-120 AMRAAM
- AIM-174槍手空對空飛彈
- AIM-260 JATM

### 英國
- 火閃飛彈
- 天閃
- AIM-132 ASRAAM

### 前蘇聯/俄羅斯

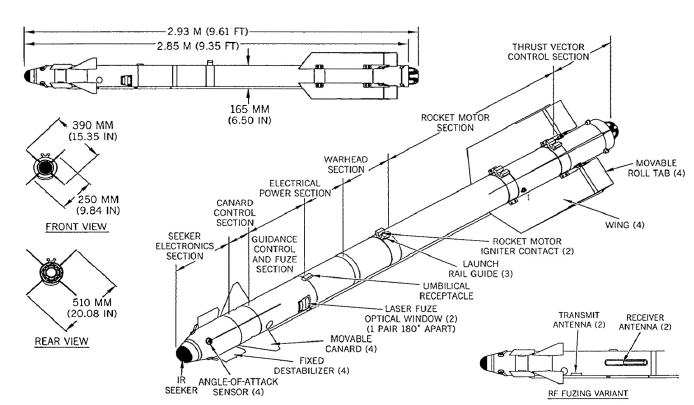
俄國AA-11空對空飛彈

- AA-1
- AA-2
- AA-3
- AA-5
- AA-6
- AA-7
- AA-8
- AA-9
- AA-10
- AA-11
- AA-12

### 法國
- AA.20
- R530
- 超級530
- 魔術一
- 魔術二
- MICA

### 義大利
- Aspide

### 德國

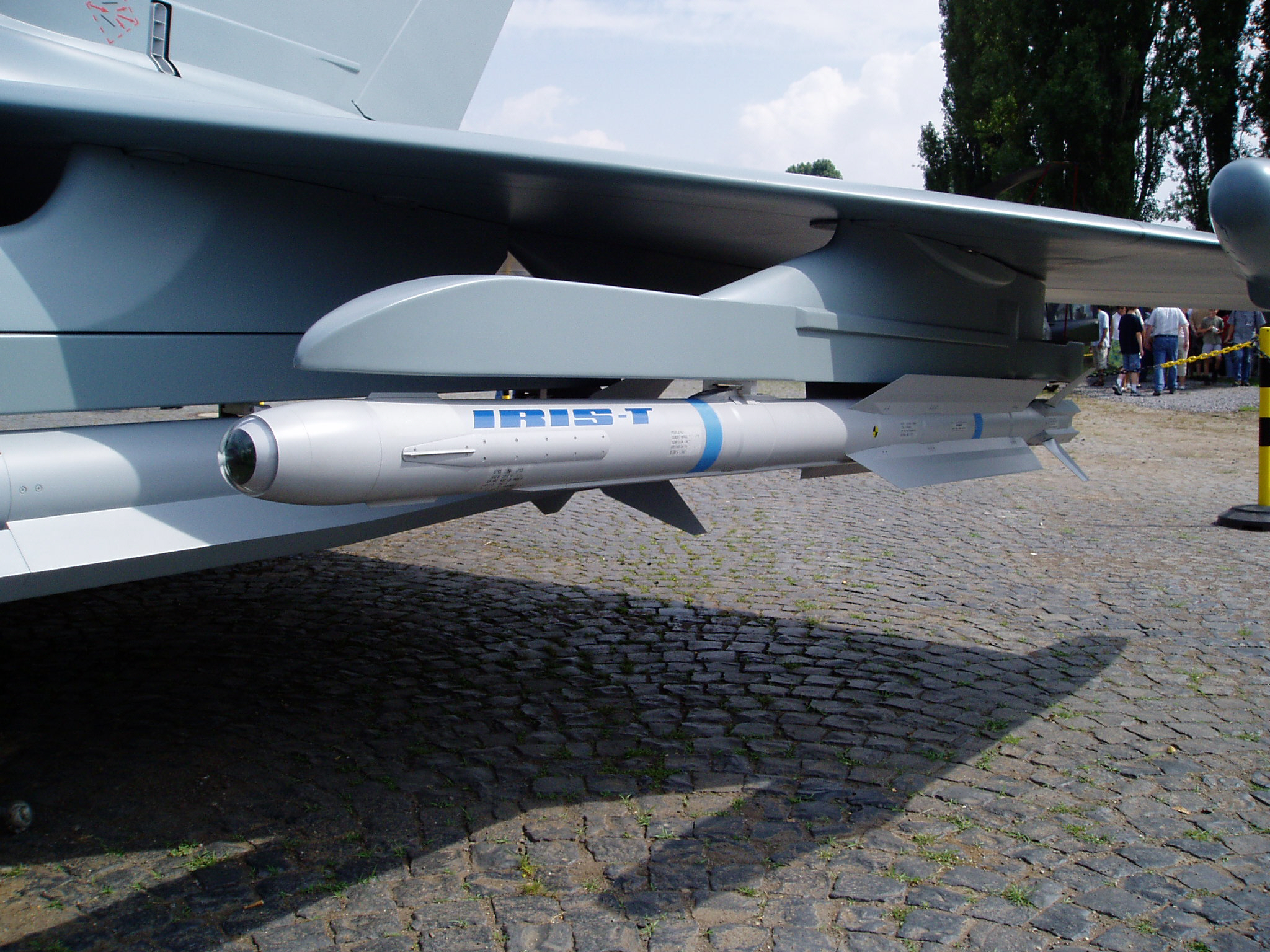
IRIS-T空對空飛彈

- IRIS-T

### 巴西
- MAA-1

### 南非
- V3A/b
- V3C/U-Darter
- A-Darter

### 以色列
- 蜻蜓二型空對空飛彈（Shafrir-2）
- 巨蟒三型空對空飛彈（Python-3）
- 巨蟒四型空對空飛彈（Python-4）[2]
- 巨蟒五型空對空飛彈（Python-5）[3]

### 伊朗
- 思想者90

### 日本
- AAM-1
- AAM-2
- AAM-3
- AAM-4
- AAM-5

### 中華民國
- 天劍一
- 天劍二

### 中華人民共和国
- 霹靂-1
- 霹靂-2
- 霹靂-4
- 霹靂-5
- 霹靂-7
- 霹靂-8
- 霹靂-9
- 霹靂-10
- 霹靂-11
- 霹靂-12/閃電-10
- 霹靂-15
- 霹靂-17

### 印度
- 阿斯特拉 (導彈)

### 多國合作
- 流星飛彈
- IRIS-T短程空對空導彈

## 外部連結
- Air-to-air missile non-comparison table （页面存档备份，存于）
- AIM-155 Advanced Air-to-Air Missile (AAAM) （页面存档备份，存于）
- Russian Air-to-air Missiles
- Shafrir & Python
- AIM-54 Phoenix Missile （页面存档备份，存于）
- Air-to-Air Missiles （页面存档备份，存于）
- MILNET: Air-to-Air Missiles （页面存档备份，存于）
- Beyond Visual Range Air to Air Missile (BVRAAM) （页面存档备份，存于）